# Berbera
Berbera és una ciutat de la costa nord de Somàlia, a Somalilàndia. És un port d'aigües fondes (acabat el 1969) en l'estratègica ruta del petroli i és el principal port comercial de Somàlia i de Somalilàndia. Fou capital de la Somàlia Britànica del 1884 al 1941, quan es va traslladar a Hargeisa. Té una població d'uns 200.000 habitants.

## Història
Al Periple de la Mar Eritrea escrit per un anònim mercader grec vers l'any 50, s'esmenta a Berbera sota el nom de Malao. Duan Chengshi, un erudit de la dinastia Tang descriu en la seva obra del 863 el tràfic d'esclaus, marfil i perles de l'establiment de Bobali, que correspon a la moderna Berbera. Els primers geògrafs àrabs esmenten el País de Berbera com el Bahr Barbara o Al-Khalidj al-Barbari; els habitants s'anomenen barbaroi o barabir i serien somalis, població que Yaqut al-Hamawi descriu com negres bàrbars entre els quals havia penetrat l'islam, i que estaven entre els zandj, esclaus negres arabitzats i islamitzats, i els habash, negres africans. El primer que esmenta la vila és Ibn Said (mort el 1286), que diu que els seus habitants eren musulmans; Ibn Battuta (el 1329) assenyala que eren shafites com modernament. El nom de somalis apareix per primer cop en un himne etíop del temps del negus Yeshak (vers 1414-1429) i repetidament a les Futuh al-Habasha (vers 1540-1550).
El primer emplaçament de la ciutat fou Bandar Abbas, que avui dia és un cementiri a l'est de la ciutat. Entre les seves tombes hi ha les de tres sayyids que haurien estat els fundadors de la ciutat, mentre altres missioners musulmans fundaven Zeila i Mogadiscio. Segons la tradició es va fundar al mateix temps que Amud i Aw Barre, situades més a l'oest.
En aquest temps la ciutat fou part del soldanat d'Ifat, esdevingut soldanat d'Adal al segle xv. Durant la guerra contra Abissínia, els portuguesos dirigits per António de Saldanha va saquejar la ciutat el 1518. Amb el declivi d'Adal a la meitat del segle xvi (després del 1543 quan va morir Ahmad ben Ibrahim al-Ghazi conegut com a Ahmad Grañ) les notícies sobre Berbera es perden com fa notar I. M. Lewis. El 1557 estava en mans dels otomans.
El 1630 Berbera, igual que Zeila, va passar a mans del paixà otomà de Moka (Al-Makha) al Iemen (o de vegades del paixà de Hodeida o Al-Hudaydah) que hi va recollir les taxes de les exportacions. Al segle xviii l'emir de Zeila reclamava jurisdicció sobre Berbera i tota la costa de Sahil però realment només governava darrere els murs de la ciutat i poc més, i la resta estava en mans dels nòmades que atacaven les ciutats de la costa, també atacades per pirates que operaven al golf d'Aden.
Als segles xvi i xvii fou seu d'una fira anual que es feia entre octubre i abril, descrita per Mordechai Abir com un dels esdeveniments comercials més importants de la costa oriental africana. Els tràfic comercial el feien els issaq, les caravanes que veien de Harar i el Haud, i els mercaders banyans de Porbandar, Mangalore i Bombai; el fet era mantingut en secret perquè no fos coneguts dels europeus, que podien esdevenir competidors.
Al segle xix Berbera és descrita per viatgers europeus com un grup de cases miserables i una població que al mesos de la calor (la temperatura arriba en aquestos mesos fins a 50 graus) no passava de vuit mil persones, però d'octubre a mars rebia nombrosos vaixells d'Aràbia, Pèrsia i l'Índia i la població augmentava fins a quaranta mil. Els comerciants portaven dàtils, vestits, arròs, metalls i altres productes i prenien esclaus, bestiar, mantega i pells.
El 1825 el vaixell britànic Mary Ann fou atacat per pirates davant de Berbera; el 1827 els britànics van firmar el primer tractat amb un clan somali. El 1847 Gran Bretanya va signar un tractat amb Ali Sharmakhe que era un somali del clan habar yoonis, que governava Zeila com a tributari de l'Imperi Otomà, garantint el dret de parada al port per als vaixells de la Companyia Britànica de les Índies Orientals. Richard Burton va fer dues visites al port i a la segona, el 1855, el seu campament fou atacat la nit del 19 d'abril de 1855; Burton va poder escapar cap a Aden i un company va morir. Burton va reconèixer la importància del port que definí com la clau de la mar Roja, el centre del tràfic de l'Àfrica oriental, i l'única plaça segura per vaixells entre Suez i Guardafui. Burton descriu que les terres de la rodalia eren cultivades i les muntanyes cobertes d'arbres útil com pins, i el clima era moderat amb pluges regulars, i aconsellava als britànics ocupar el port per evitar que passés a mans d'un altre estat. Sharmakhe, que era l'home dels britànics a Berbera, va intervenir en favor de Burton. En aquest temps la ciutat estava dominada pel clan habar awal ayyal ahmad.
El 1874 per mitjà d'Egipte, l'Imperi Otomà va establir el govern directe al territori (vegeu Somàlia Egípcia), però la guarnició es va retirar a finals del 1884 davant la revolta de Muhàmmad Àhmad al Sudan. Molt poc després els britànics van desembarcar a Berbera. La ciutat fou declarada capital del protectorat de la Somàlia Britànica de la qual fou el port principal. Tractats es van signar amb els gadabursi (1884) i els habar awal (1884 i 1886). Aquestos van rebre una subvenció de deu mil rupies l'any que encara es pagava el 1912.
Quan a finals del 1909 els britànics van abandonar l'administració de l'interior del protectorat, van conservar Berbera. L'administració fou represa progressivament des d'aquesta ciutat a partir del 1913. La població de Berbera es va estabilitzar i vers 1950 romania a l'entorn dels trenta mil habitants, la majoria del clan habar awal ise muse. Durant el protectorat fou el centre de la tarika (comunitat) qadiriyah amb un makam de Sayid Abd al-Kadir al-Djilani. Fou també la principal seu de la Lliga de la Joventut Somali (el partit nacionalista). Després del 1953 quan es va establir el primer consell de govern del territori, el port va començar a desenvolupar-se.
Després de la independència (1960) el port es va millorar, acabant-se les obres el 1969. Sota Siad Barre, Berbera fou lloc de facilitat pels vaixells soviètics, fins al 1978, i després pels americans quan Barre es va veure forçat a capgirar les seves aliances. Els soviètics van construir una carretera que la uneix a Burao. El 1991 Somalilàndia es va declarar independent i Berbera en va esdevenir el seu principal port.
La ciutat conserva algun edifici del període otomà.